# Ronalds Ozoliņš
Ronalds Ozoliņš (ur. 7 lutego 1973 w Rydze) – łotewski hokeista, reprezentant Łotwy, trener.

## Kariera zawodnicza
- RASMS Riga (1991/1992)
- Pardaugava 2 Riga (1991/1992)
- Pardaugava Riga (1992-1995)
- Jacksonville Lizard Kings (1995-1997)
- San Antonio Dragons (1996/1997)
- Pee Dee Pride (1997-1998)
- Fayetteville Force (1998-2000)
- Baton Rouge Kingfish (2000-2001)
- HK Riga 2000 (2001-2008)

Poza występami w drużynach łotewskich był też zawodnikiem klubów ze Stanów Zjednoczonych od 1995 przez sześć lat. W tym okresie grał w rozgrywkach ECHL, IHL, CHL. 
W sezonie 1992/1993 występował w seniorskiej reprezentacji Łotwy.

## Kariera trenerska
- HK Riga 2000 (2008-2009), asystent trenera
- Jelgava U18 (2009-2010), główny trener
- HK Zemgale (2010-2011), główny trener
- HK Rīga (2011-2014), asystent trenera
- Reprezentacja Łotwy do lat 18 (2011-2012), asystent trenera
- Reprezentacja Łotwy do lat 20 (2012-2015), asystent trenera
- HK Rīga (2014-2016), główny trener
- Dinamo Ryga (2016-2017, 2018-2020), asystent trenera
- Reprezentacja Łotwy do lat 18 (2016-2017), asystent trenera
- Reprezentacja Łotwy (2021/2022), asystent trenera
- Baltu Vilki U17 (2022-), asystent trenera

Po zakończeniu kariery zawodniczej podjął pracę trenerską. Prowadził m.in. drużynę HK Zemgale. Od 2011 przez trzy lata był asystentem w zespole HK Rīga, występującym w juniorskich rosyjskich rozgrywkach MHL, a od 2014 przez cztery sezony był jego głównym trenerem. W międzyczasie w listopadzie 2016 wszedł do sztabu Dinama Ryga w elitarnych rosyjskich rozgrywkach KHL i pełnił tę funkcję se zonie 2016/2017. Po odejściu z posady szkoleniowca HK Rīga w 2018 ponownie pracował w sztabie Dinama do 2020. W okresie swojej pracy klubowej był też zatrudniony w łotewskiej federacji i pełnił funkcje asystenta trenera reprezentacji do lat 18 w turniejach mistrzostw świata juniorów do lat 18 edycji 2012, 2017 oraz mistrzostw świata juniorów do lat 20 edycji 2013, 2014, 2015. W sezonie 2021/2022 był w sztabie seniorskiej reprezentacji Łotwy podczas turnieju Baltic Challenge Cup.

## Osiągnięcia
Zawodnicze klubowe
- Złoty medal mistrzostw Łotwy: 1993 z Pardaugava Riga, 2004, 2005, 2006, 2007 z HK Riga 2000
- Finał ECHL o Riley Cup: 1996 z Jacksonville Lizard Kings
- Srebrny medal Wschodnioeuropejskiej Ligi Hokejowej: 2002 z HK Riga 2000
- Srebrny medal mistrzostw Łotwy: 2002, 2003 z HK Riga 2000
- Brązowy medal mistrzostw Łotwy: 2008 z HK Riga 2000
- Brązowy medal mistrzostw Białorusi: 2006 z HK Riga 2000
- Drugie miejsce w Pucharze Kontynentalnym]: 2006, 2008 z HK Riga 2000

Szkoleniowe reprezentacyjne
- Awans do Elity mistrzostw świata do lat 20: 2011 z Łotwą

Szkoleniowe klubowe
- Brązowy medal mistrzostw Łotwy: 2009 z HK Riga 2000